# Бусеро
Бу̀серо (на италиански: Bussero, на западноломбардски: Bùser, Бузер) е градче и община в Северна Италия, провинция Милано, регион Ломбардия. Разположено е на 144 m надморска височина. Населението на общината е 8644 души (към 2013 г.).